# Mannetjesereprijsschildwants
De mannetjesereprijsschildwants (Stagonomus bipunctatus) is een wants uit de familie van de schildwantsen (Pentatomidae).

## Uiterlijke kenmerken
De grondkleur van de mannetjesereprijsschildwants is roodbruin
Het onderste deel van de antenne is roodbruin, de laatste twee antennesegmenten zijn donker. Het halsschild is zwart gepuncteerd. De hoeken van het halsschild zijn rond. De onderkant van het schildje (scutellum) is wit, aan beide zijkanten van het schildje zit een duidelijke witte vlek. Hij is 6 tot 9 mm lang.

## Verspreiding en habitat
In het zuidoosten van Nederland ligt nu de verspreidingsgrens van deze soort. In Nederland is de soort dus zeer zeldzaam. In Europa komt deze soort voor, van het mediterrane gebied noordwaarts tot in Scandinavië en oostwaarts tot in Zuid-Rusland en Oekraïne. Ze ontbreekt in Groot-Brittannië en Ierland.

## Leefwijze
Stagonomus bipunctatus leeft monofaag op mannetjesereprijs (Veronica officinalis).
De volwassen wants overwintert.